# 카르타헤나 공과대학교
카르타헤나 공과대학교(Universidad Politécnica de Cartagena, 약칭: UPCT)는 스페인 무르시아 지방의 해양도시 카르타헤나에 소재하는 공과대학이다.
1998년 8월 3일 설립된 신설대학교로, 스페인에서 정보통신 분야(telecomunicacion)를 선두하고 있으며 신재생에너지, 빅데이터, 디지털 마케팅 등 현재 산업에 걸맞는 교육을 제공하고 있다.
대학교 설립 이후, 유럽연합 국제 학생 교류 시스템(ERASMUS)을 통해 수많은 국제 학생들이 학업을 지속하고 있으며, 2017년부터는 아시아와의 교류 정책을 채택하면서 아시아 학생들의 유치를 위한 다양한 혜택을 제공하고 있다. 아시아 학생의 경우 스페인과 유럽지역의 학생들보다 입학 절차가 간소화되면서 이전보다 입학이 다소 수월해지게 되었으며, 한국을 비롯한 기타 아시아 지역의 학생들을 위한 담당자를 두면서 수많은 정보를 제공하고 있다.

## 역사

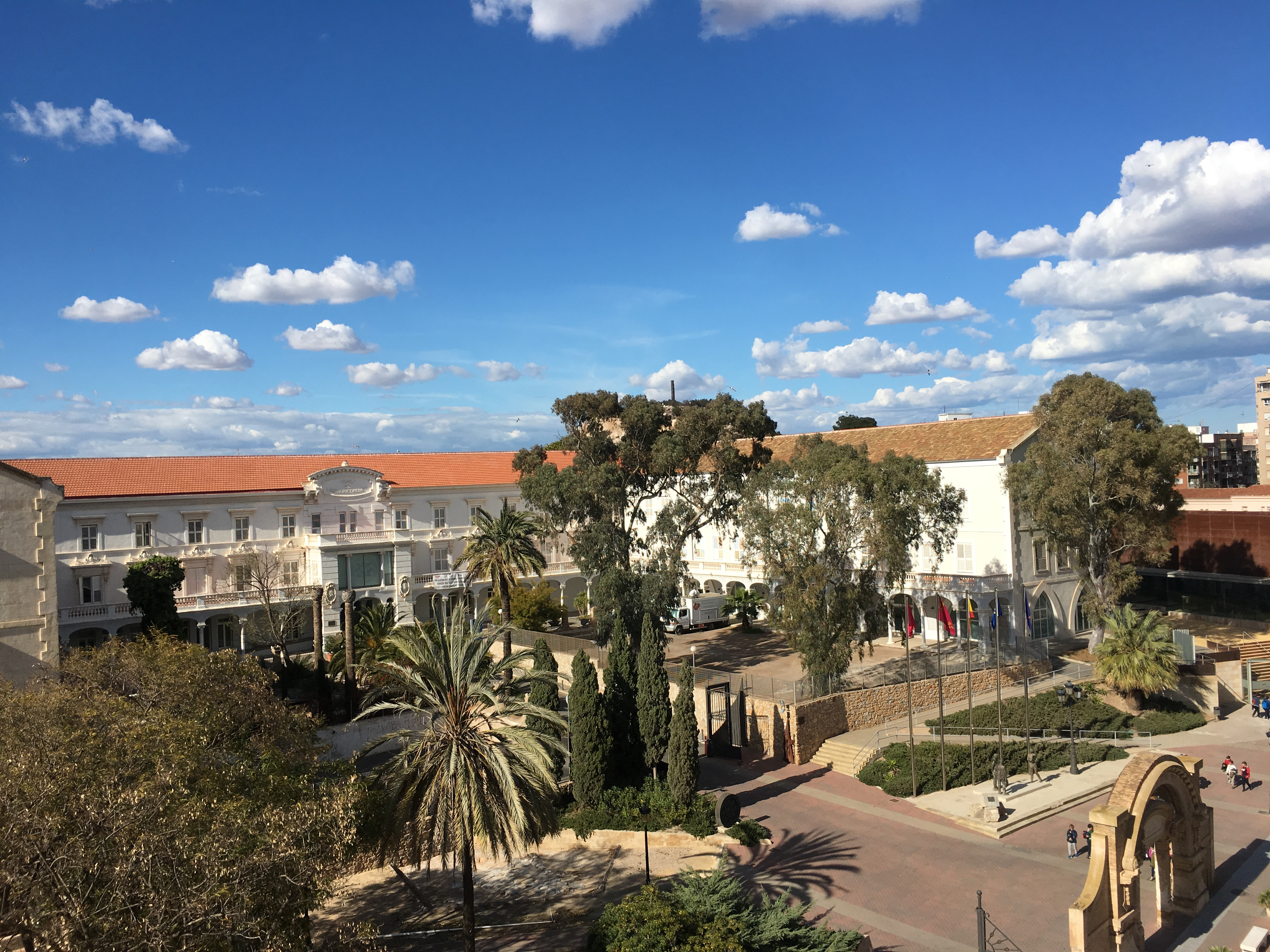
카르타헤나 공과대학교

스페인의 4개 공과대학 중 가장 최근에 설립되었으며, 19세기부터 카르타헤나와 스페인의 산업 및 공학분야를 이끌어오던 교육기관들을 기반으로 설립된 전통과 역사를 지닌 대학교이다. 하나의 대학교로 통합되기 이전에는 스페인 공학과 산업분야의 인재를 양성하는 각각의 교육기관들로 각각 구성되어 있었다.
대학교 설립 당시의 원칙에 따라, 옛 건축물의 보존과 도시의 조화를 추구하는 것을 목표로, 기존의 도시 환경을 토대로 대학교를 구축했다.
카르타헤나 곳곳에 퍼져있는 수많은 유적들과 성벽, 요새등을 복원하여 대학교 건물로 재건했으며, 대학교 시설의 대부분은 복원된 옛 건물들에 위치하고 있다. 그 결과, 카르타헤나는 카르타헤나 공과대학을 중심으로 하는 대학도시로 변화하게 되었고, 도시와 완벽한 조화를 이룬 대학교로 존립하게 되었다.
카르타헤나 공과대학교(UPCT)의 설립은 1975년 무르시아 대학교의 연구시스템 통합 정책으로부터 시작되었다. 카르타헤나에 각각 존재하던 광업공학 대학교와 산업기술공학 대학교의 연구시스템을 무르시아 대학교와 통합하면서, 새로운 연구센터를 구축하며 다양한 연구활동을 할 수 있게 되었다.
1998년 무르시아와 연구 통합되어 있던 카르타헤나 소재의 연구대학들을 기반으로, 카르타헤나 공과대학교(UPCT)가 설립되면서 스페인의 공학을 선두하는 4대 공학대학교(UP4)의 일원이 되었다.
카르타헤나 공과대학교를 이루는 수많은 단과대학의 첫번째 대학은 1883년 설립된 광산공업대학으로 현재는 광산 및 토목공학 대학으로 토목공학, 수로 및 항만 공학, 채광 공학을 교육하고 있다. 1901년에는 산업대학이 설립되었으며 현재 카르타헤나 공과대학교의 산업공학 대학으로 신재생에너지, 산업공학, 전자공학 등을 교육하고 있다. 1921년에는 경영과학대학이 설립되었고 1977년에는 해양대학이, 1983년에는 농업대학이 설립되었다. 1998년에는 다가오는 디지털 시대를 대비하기 위해 통신공학대학이 설립되었으며, 스페인의 통신분야에서 현재 가장 선두하고 있는 대학교이다. 2008년에는 건축대학이 설립되었다.
카르타헤나 공과대학은 무르시아 대학 및 다른 공과대학과 함께 교류하며 연구활동을 지속하며, 카탈루냐 공과대학(UPC), 마드리드 공과대학(UPM), 발렌시아 공과대학(UPV)과 함께 스페인의 4대 공과대학 연합(UP4)를 구축하고 있다.

## 캠퍼스
카르타헤나 공과대학(UPCT)의 캠퍼스는 18세기의 해양 군사기지로 사용되던 3개의 역사적인 건물을 복원하여 사용하고 있다. 이 건축물들은 항구 앞을 감싸는 거대한 성벽에 둘러쌓여 있으며, 이 성벽을 따라 수많은 연구시설과 학생 편의시설, 기숙사, 비즈니스 공간, 동아리활동을 위한 학생회관등이 위치하고 있다.)
오래된 성벽으로 둘러쌓인 카르타헤나 공과대학(UPCT)은 상당히 이국적인 경관을 제공한다.

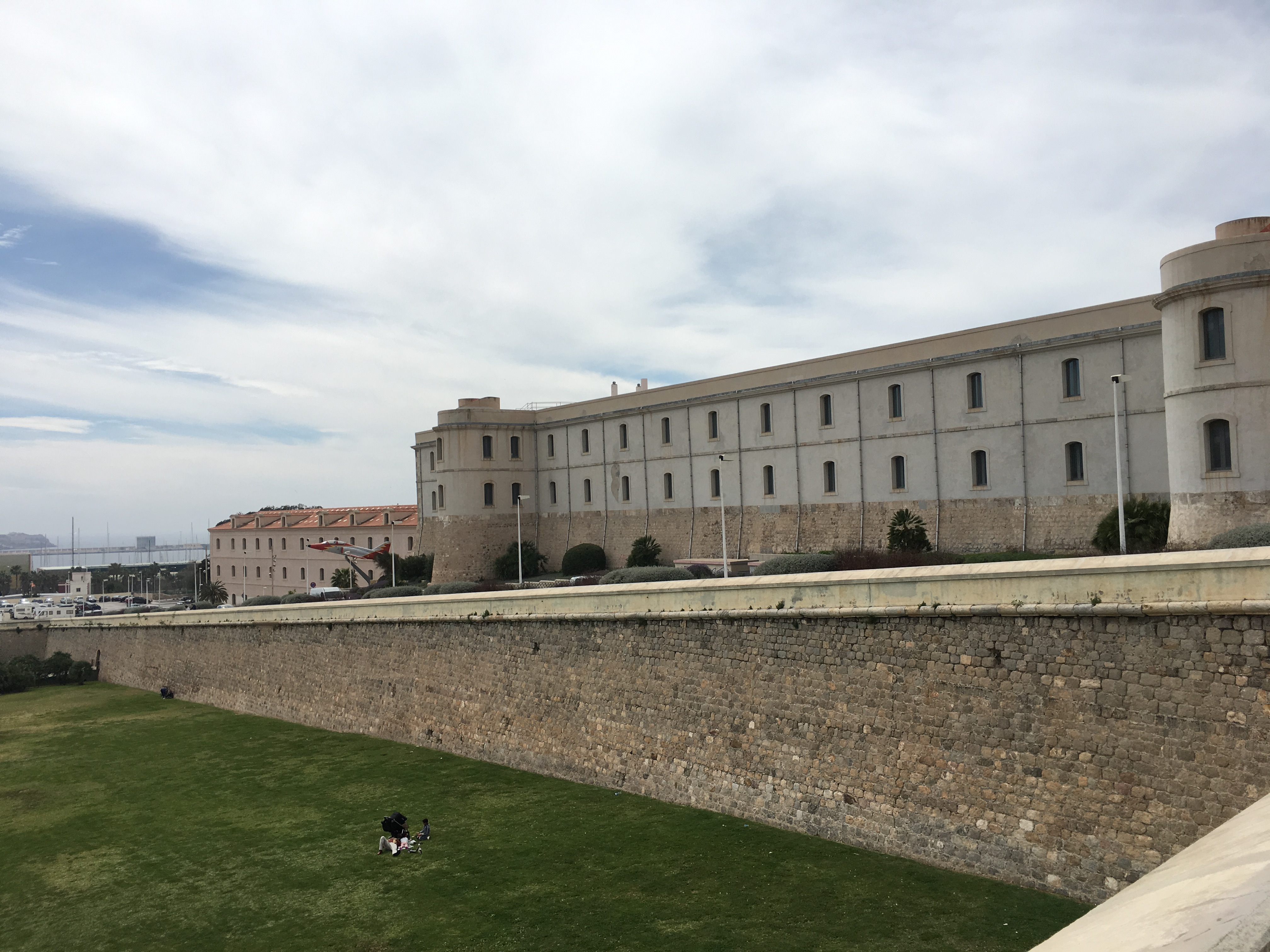

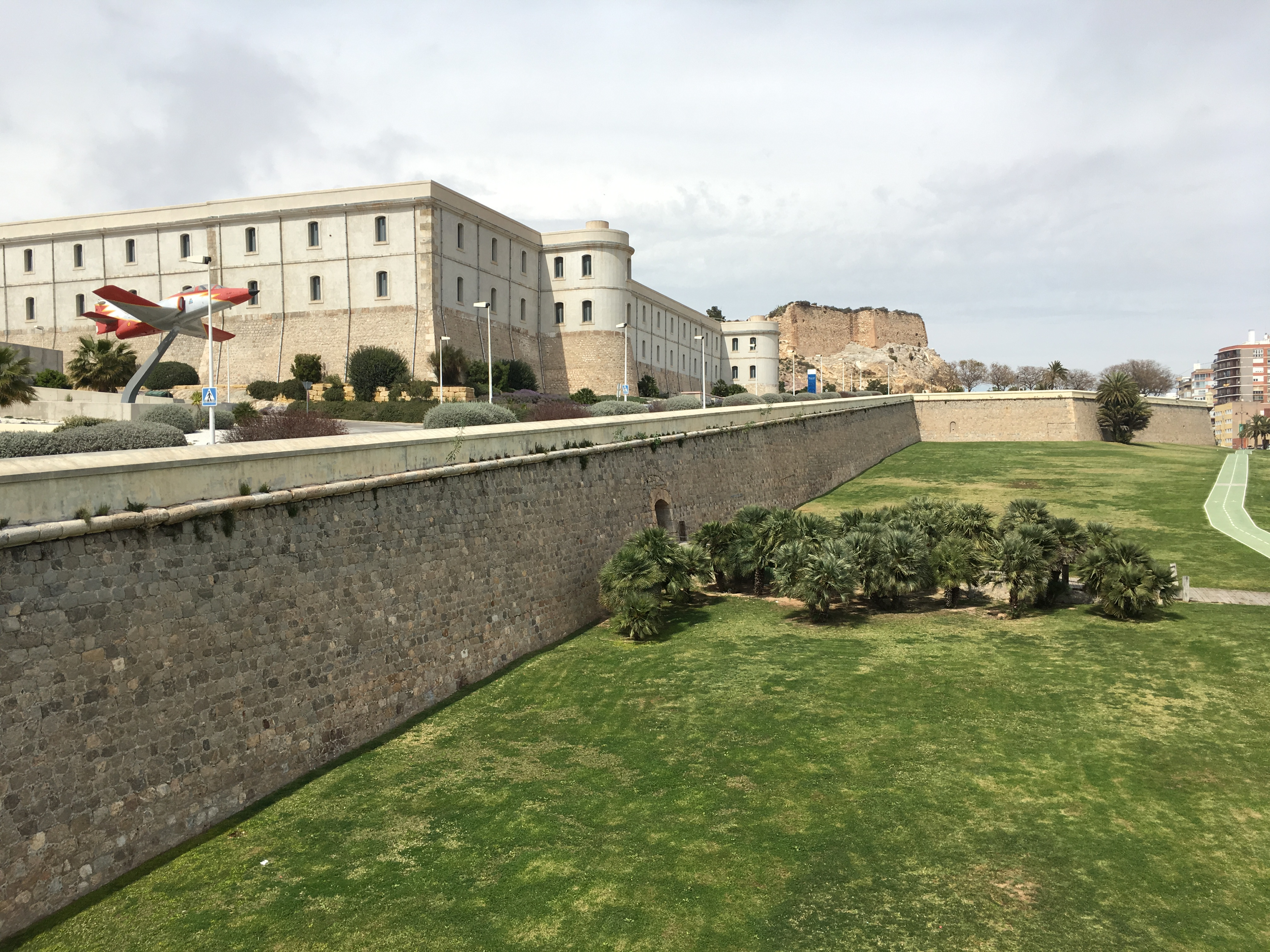

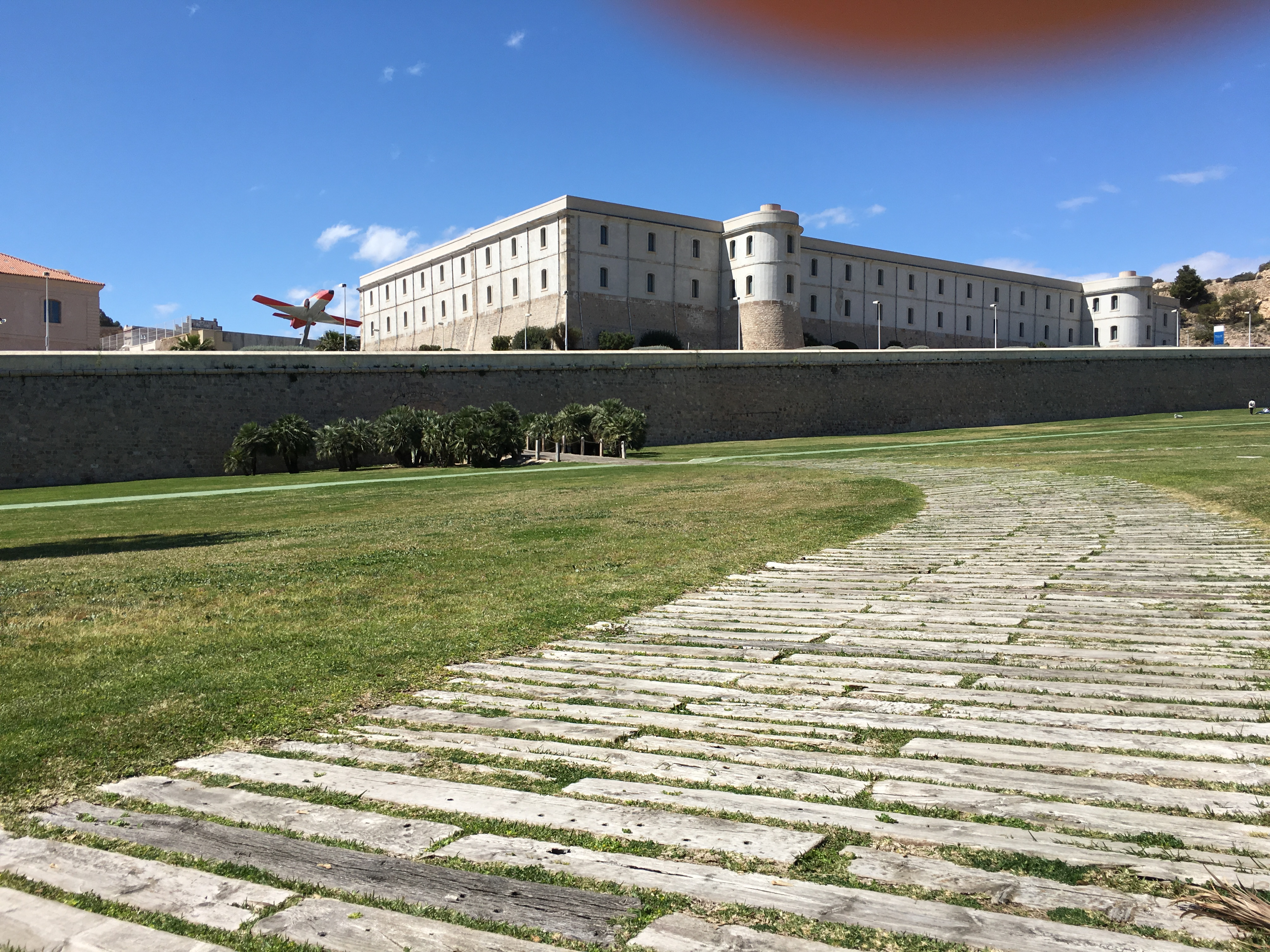

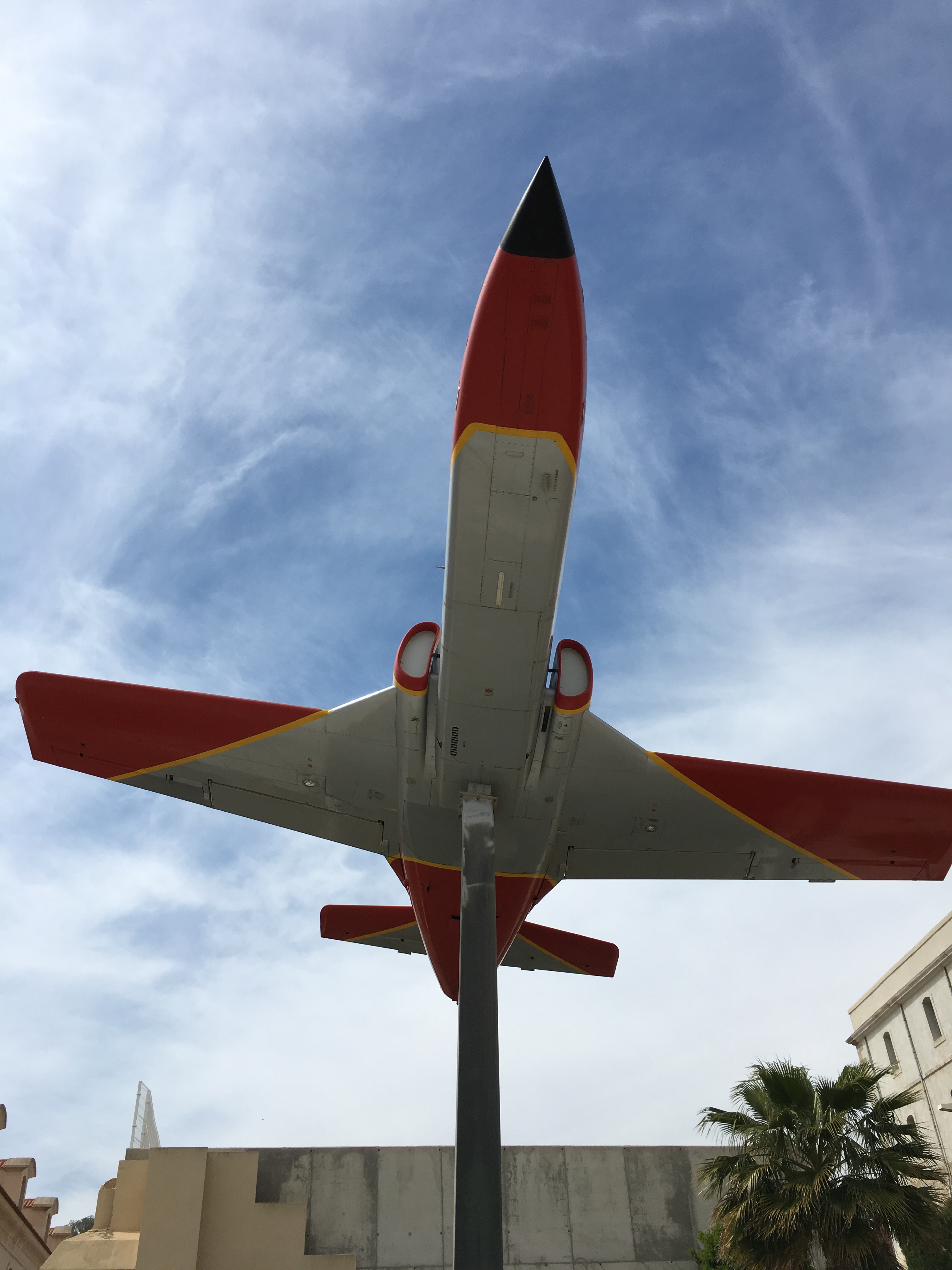